# شيرلي برايس جوستين
شيرلي برايس جوستين (بالإنجليزية: Shirley Heath)‏ هي عالمة الإنسان أمريكية، ولدت في 26 يوليو 1939 في كارولاينا الشمالية في الولايات المتحدة.